# Брок Нелсон
Брок Кристијан Нелсон (енгл. Brock Christian Nelson — Минеаполис, 15. октобар 1991) професионални је амерички хокејаш на леду који игра на позицијама центра и левог крила.
Члан је сениорске репрезентације Сједињених Држава за коју је на међународној сцени дебитовао на светском првенству 2015. године, на првенству на ком је амерички тим освојио бронзану медаљу.
Учествовао је на улазном драфту НХЛ лиге 2010. где га је као 30. пика у првој рунди одабрала екипа Њујорк ајландерса. Пре него што је заиграо у професионалној конкуренцији одиграо је две сезоне у колеџ лиги за екипу Универзитета Нотр Дам. Професионалну каријеру започиње 2012. у АХЛ лиги, као играч екипе Бриџпорт саунд тајгерсе. У НХЛ лиги дебитовао је у дресу Ајландерса током плеј-офа у сезони 2012/13, док је први поен у лиги постигао на утакмици против Финикс којотса играној 8. октобра 2013. године.
Његов деда по мајци је некадашњи амерички репрезентативац и златни олимпијац са ЗОИ 1960. Бил Кришчан.